# Jupiler Pro League
Jupiler Pro League är den högsta fotbollsserien för herrar i Belgien, som sponsras av InBev. Ligan skapades 1895. Det mest framgångsrika laget i ligans historia är Anderlecht med 34 titlar fram till säsongen 2020/2021. De som kommer närmast efter är Club Brugge (17), Union SG (11) och Standard Liège (10).

## Klubbar säsongen 2022/2023
| Lag                  | Provins             | Ort          | Arena                      | Kapacitet |
| -------------------- | ------------------- | ------------ | -------------------------- | --------- |
| Anderlecht           | Bryssel             | Anderlecht   | Lotto Park                 | 21 500    |
| Antwerp              | Antwerpen           | Antwerpen    | Bosuilstadion              | 16 144    |
| Cercle Brugge        | Västflandern        | Brygge       | Jan Breydelstadion         | 29 042    |
| Charleroi            | Hainaut             | Charleroi    | Stade du Pays de Charleroi | 14 000    |
| Club Brugge          | Västflandern        | Brygge       | Jan Breydelstadion         | 29 042    |
| Eupen                | Liège               | Eupen        | Kehrwegstadion             | 8 363     |
| Genk                 | Limburg             | Genk         | Luminus Arena              | 24 956    |
| Gent                 | Östflandern         | Gent         | Ghelamco Arena             | 20 000    |
| Kortrijk             | Västflandern        | Kortrijk     | Guldensporen Stadion       | 9 399     |
| Mechelen             | Antwerpen           | Mechelen     | Achter de Kazerne          | 16 700    |
| Oostende             | Västflandern        | Oostende     | Versluys Arena             | 8 432     |
| Oud-Heverlee Leuven  | Flamländska Brabant | Leuven       | Den Dreef                  | 10 000    |
| Seraing              | Liège               | Seraing      | Stade du Pairay            | 8 207     |
| Sint-Truidense       | Limburg             | Sint-Truiden | Stayen                     | 14 600    |
| Standard Liège       | Liège               | Liège        | Stade Maurice Dufrasne     | 30 023    |
| Union Saint-Gilloise | Bryssel             | Forest       | Stade Joseph Marien        | 8 000     |
| Westerlo             | Antwerpen           | Westerlo     | Het Kuipje                 | 8 035     |
| Zulte Waregem        | Västflandern        | Waregem      | Elindus Arena              | 12 250    |

## Mästare
Vinnare av serien de senaste åren är:
- 2010/2011: Genk
- 2011/2012: Anderlecht
- 2012/2013: Anderlecht
- 2013/2014: Anderlecht
- 2014/2015: Gent
- 2015/2016: Club Brugge
- 2016/2017: Anderlecht
- 2017/2018: Club Brugge
- 2018/2019: Genk
- 2019/2020: Club Brugge
- 2020/2021: Club Brugge